# Völkersweiler

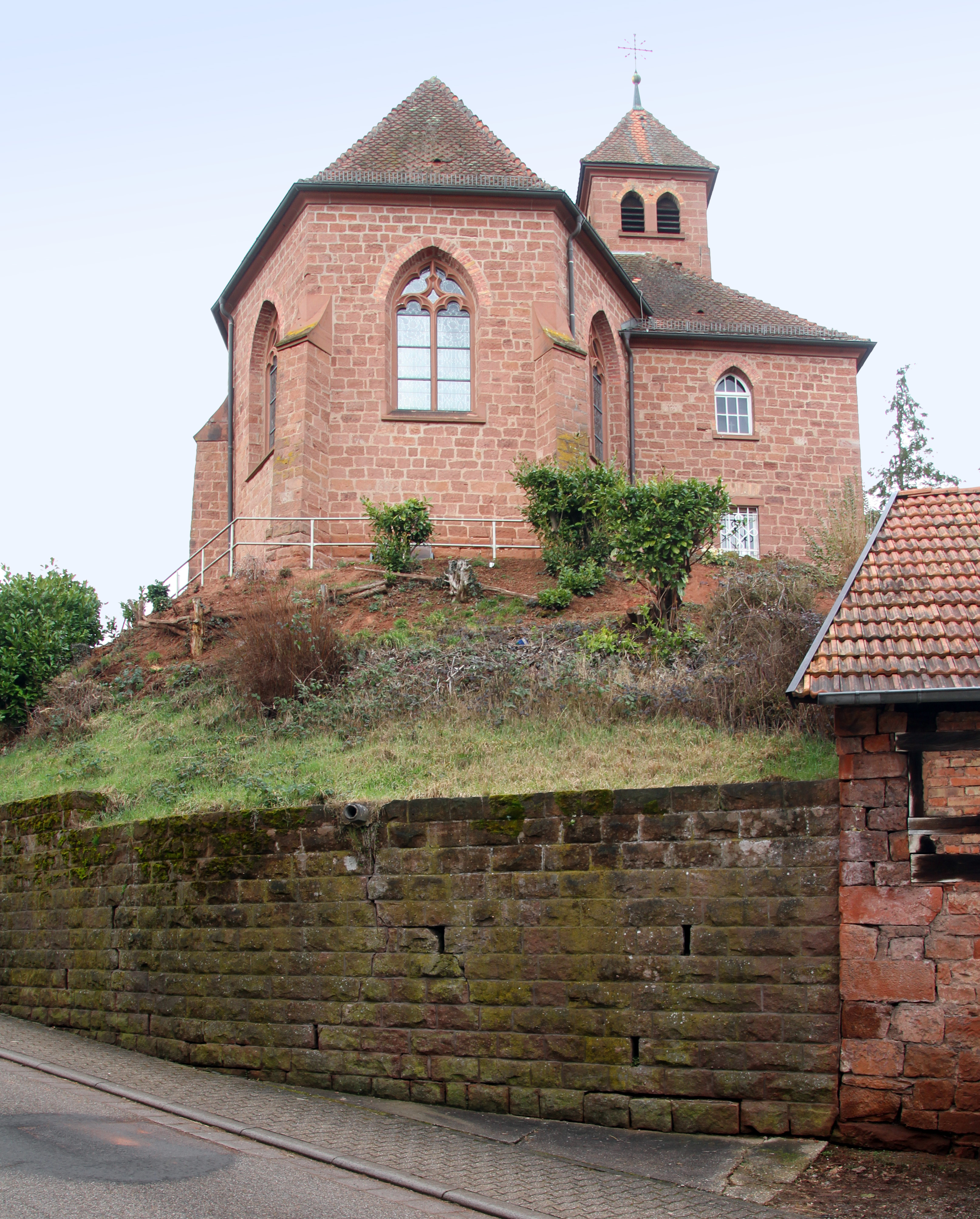
Katholische Kirche St. Sylvester

Völkersweiler (pfälz. Velgeschweiler) ist eine Ortsgemeinde im Landkreis Südliche Weinstraße in Rheinland-Pfalz. Sie gehört der Verbandsgemeinde Annweiler am Trifels an, innerhalb derer sie gemessen an der Einwohnerzahl die fünftkleinste Ortsgemeinde darstellt.

## Geographie

### Lage
Der Ort befindet sich im Wasgau, wie der Südteil des Pfälzerwaldes auch genannt wird, im Westen des Landkreises Südliche Weinstraße an der Grenze zum benachbarten Landkreis Südwestpfalz. Er liegt inmitten von Mischwäldern im Gossersweiler Tal zwischen Annweiler am Trifels und Bad Bergzabern in einer Verebnungsfläche. Nachbargemeinden sind – im Uhrzeigersinn – Wernersberg, Annweiler am Trifels, Waldrohrbach, Gossersweiler-Stein und Lug.

### Erhebungen und Gewässer
Der Kaiserbach durchfließt abseits der Bebauung den Südosten des Gemeindegebiets. Zunächst nimmt er von rechts den Bach vom Pfarrbusch und danach von links den Bach aus Völkersweiler auf. Der Bach von der B 48 bildet größtenteils die Gemarkungsgrenze zu Waldrohrbach. Außerdem liegt die Südflanke des 462,1 m ü. NHN Meter hohen Ebersbergs auf Gemarkung der Ortsgemeinde.

## Geschichte
Bis zum Ende des 18. Jahrhunderts gehörte der Ort zum Oberamt Germersheim und zum Unteramt Landeck, das sich im gemeinschaftlichen Besitz der Kurpfalz und des Hochstift Speyer befand. Nach der Einnahme des Linken Rheinufers durch französische Revolutionstruppen (1794) war Völkersweiler von 1798 bis 1814 dem Kanton Annweiler im Département Donnersberg zugeordnet und wurde von der Mairie in Schwanheim verwaltet.
Aufgrund der auf dem Wiener Kongress (1815) getroffenen Vereinbarungen waren die Pfalz und damit auch die Gemeinde Völkersweiler zunächst Österreich zugeordnet worden. In einem 1816 geschlossenen Staatsvertrags trat Österreich die Region an das Königreich Bayern ab. Der nunmehr Bayerische Kanton Annweiler gehörte im neu geschaffenen Rheinkreis vorläufig noch zu dem aus dem vorherigen Arrondissement gebildeten Bezirk Zweibrücken und kam am 1. August 1816 zum Bezirk Landau. Nach der Untergliederung der Bezirke in Landkommissariate im Jahr 1818 gehörte Völkersweiler zum Landkommissariat Bergzabern; aus diesem ging 1862 das Bezirksamt Bergzabern  hervor.
Ab 1939 war der Ort Bestandteil des Landkreises Bergzabern. Nach dem Zweiten Weltkrieg wurde Völkersweiler innerhalb der französischen Besatzungszone Teil des damals neu gebildeten Landes Rheinland-Pfalz. Im Zuge der ersten rheinland-pfälzischen Verwaltungsreform wechselte der Ort am 7. Juni 1969 in den neu geschaffenen Landkreis Landau-Bad Bergzabern, der 1978 in Landkreis Südliche Weinstraße umbenannt wurde. 1972 wurde Völkersweiler der ebenfalls neu gebildeten Verbandsgemeinde Annweiler am Trifels zugeordnet.

## Bevölkerung

### Einwohnerentwicklung
1815 hatte Völkersweiler insgesamt 230 Einwohner. 1928 lebten in der Gemeinde bereits 403 Menschen, die in 79 Wohngebäuden lebten. 2004 waren es 627, seither ist ein Bevölkerungsrückgang zu beobachten.

### Religion
Die Katholiken gehören zum Bistum Speyer und unterstehen dort dem Dekanat Landau, die Evangelischen zur Protestantischen Landeskirche Pfalz. Die Katholiken waren 1928 zur Pfarrei von Gossersweiler, die die Protestanten zu derjenigen von Annweiler. Die Ortsgemeinde ist mehrheitlich katholisch geprägt.

## Politik

### Gemeinderat
Der Gemeinderat in Völkersweiler besteht aus zwölf Ratsmitgliedern, die bei der Kommunalwahl am 9. Juni 2024 in einer Mehrheitswahl gewählt wurden, und dem ehrenamtlichen Ortsbürgermeister als Vorsitzendem. Bei der Mehrheitswahl wurden elf Bewerber von der CDU-Vorschlagsliste und eine von den Wählern benannte Person in den Gemeinderat gewählt.

### Bürgermeister
Rudolf Klotz (CDU) wurde am 11. September 2024 Ortsbürgermeister von Völkersweiler. Bei der Direktwahl am 9. Juni 2024 war er als einziger Bewerber mit einem Stimmenanteil von 58,9 % für fünf Jahre gewählt worden.
Sein Vorgänger Gerhard Hammer hatte das Amt 2014 übernommen. Bei der Direktwahl am 26. Mai 2019 war er mit einem Stimmenanteil von 59,08 % in seinem Amt bestätigt worden, bei der Wahl 2024 trat er nicht erneut an. Vor Gerhard Hammer hatte Ernst Braun das Amt über 24 Jahre ausgeübt.

### Wappen
| Wappen von Völkersweiler | Blasonierung: „Unter rotem Schildhaupt, darin zwei schwebende silberne Kreuze, auf grünem Dreiberg eine sandsteinrote romanische Kirche mit oktogonaler Apsis, Querhaus und Turm mit goldenem Kreuz, mit silbernen Maßwerkfenstern, beseitet in Silber rechts von einem grünen Blatt, links von einer grünen Ähre.“ |
| Wappen von Völkersweiler | |

## Kultur

### Kulturdenkmäler

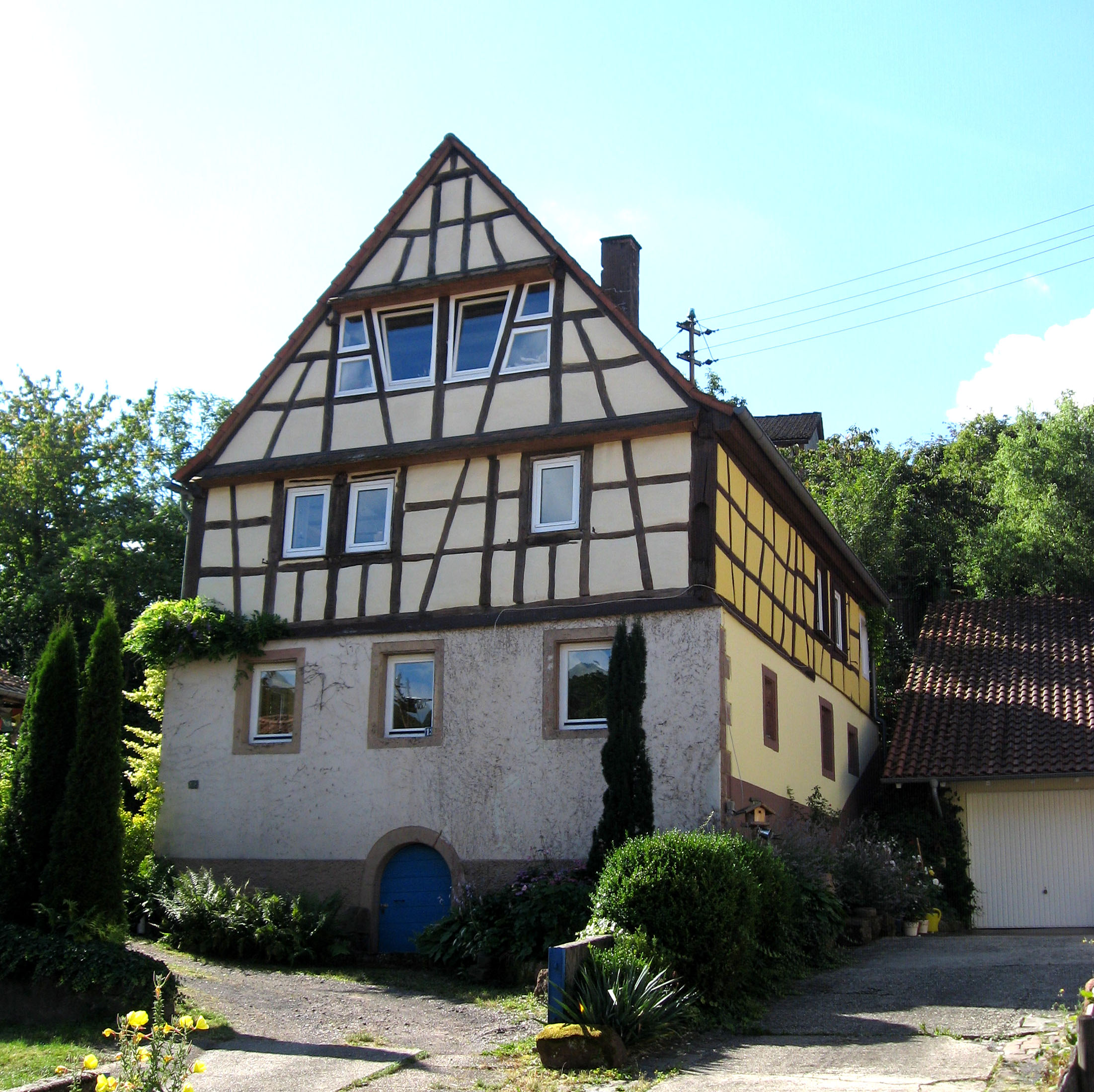
Denkmalgeschütztes Wohnhaus

Mit der Kirche, zwei Kreuzen, einer Kapelle und einem Wohnhaus existieren vor Ort insgesamt fünf Objekte, die unter Denkmalschutz stehen.

### Natur
Die Ortsgemeinde liegt im Naturpark Pfälzerwald, der wiederum zum Biosphärenreservat Pfälzerwald-Vosges du Nord gehört. Zudem ist Völkersweiler Bestandteil des Klettergebiets Pfälzer Wald und gehört dort zum Luger Gebiet.

## Wirtschaft und Infrastruktur

### Wirtschaft
Aufgrund der geographischen Gegebenheiten dominierte vor Ort jahrhundertelang die Forst- und Holzwirtschaft. Die örtlichen Waldgebiete unterstehen dem Forstamt Annweiler.

### Verkehr

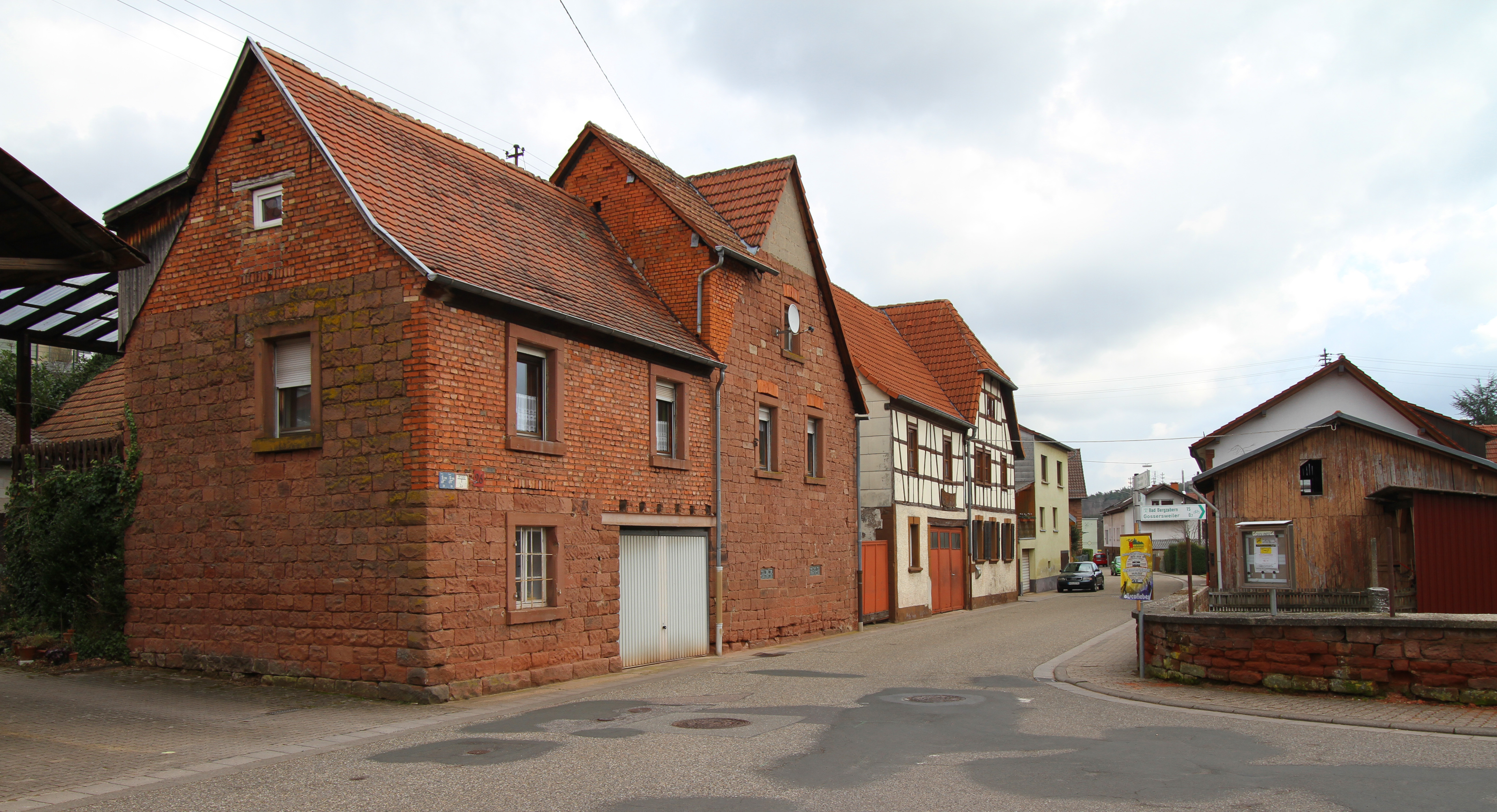
Kreisstraße 7 innerhalb von Völkersweiler

Die Buslinie 531 verbindet im Verkehrsverbund Rhein-Neckar mit Landau in der Pfalz und Annweiler am Trifels. Nächstgelegener Bahnhof ist Annweiler am Trifels an der Bahnstrecke Landau–Rohrbach.
Durch den Nordosten der Gemarkung weitab des Siedlungsgebiets verläuft die Bundesstraße 48. Der nördliche Siedlungsrand wird von der Landesstraße 495 tangiert, die über Lug bis nach Hauenstein führt. Diese mündet in die Landesstraße 494 die unmittelbar am Osten der Bebauung vorbeiführt und zur Bundesstraße 38 sowie bis nach Silz führt; durch den Ort selbst verläuft die Kreisstraße 7.

### Tourismus
Über Völkersweiler führt unter anderem der mit einem blauen Balken gekennzeichnete Fernwanderweg Staudernheim–Soultz-sous-Forêts und eine 15 Kilometer lange Nebenroute des Pfälzer Keschdewegs, die von Hauenstein nach Annweiler führt. Zudem liegt die Gemeinde an einem Wanderwege mit der Markierung grünes Dreieck auf weißem Grund. Darüber hinaus befindet sich der Aussichtspunkt Wasgaublick auf dem Ebersberg auf dem Gemeindegebiets.

### Gericht
Die Gemeinde gehört zum Gerichtsbezirk des Amtsgerichts Landau.

### Bildung
Völkersweiler gehört zum Einzugsgebiet der Grundschule Gossersweiler-Stein.

## Persönlichkeiten
- Johannes Kriebitzsch (1857–1938), Glasmaler, bemalte 1912 die Gläser der örtlichen Kirche